# Stam1na (album)
Stam1na è il primo album della gruppo musicale thrash metal finlandese Stam1na. Pubblicato il 2 marzo 2005, ha guadagnato la 13ª posizione nella classifica finlandese.

## Tracce
1. Ristiriita – 3:28
2. Sananen lihasta – 3:38
3. Kadonneet kolme sanaa – 3:42
4. Väkivaltakunta – 3:06
5. Erilaisen rakkauden todistaja – 3:20
6. Koe murha! – 2:45
7. Tuomittu, syyllinen – 3:46
8. Peto rakasti sinua – 3:29
9. Koirapoika – 3:48
10. Kaikki kääntyy vielä parhain päin – 4:08
11. Paha arkkitehti – 4:00

## Singoli
- Kadonneet Kolme Sanaa (2005)
- Paha Arkkitehti (2005)